# Smicridea signata
Smicridea signata är en nattsländeart som först beskrevs av Banks 1903.  Smicridea signata ingår i släktet Smicridea och familjen ryssjenattsländor. Inga underarter finns listade i Catalogue of Life.